# Antifa (Estados Unidos)

Logotipo da Antifa

O movimento Antifa (em inglês: /ænˈtiːfə/ or /ˈæntiˌfɑː/) é uma conglomeração de grupos de esquerda. A principal característica dos grupos antifa é a sua oposição ao fascismo por quaisquer meios necessários. Eles atuam com táticas de militância em protestos expondo identidades de nazistas e fascistas e realizam manifestações contra a extrema-direita. Têm tendência a ser anti-capitalistas e são predominantemente militantes de esquerda, incluindo anarquistas, comunistas e socialistas. O seu foco declarado é lutar contra a extrema-direita e contra movimentos racistas, xenófobos e supremacistas brancos diretamente.

## História

Logotipo da Antifaschistische Aktion, o movimento militante anti-fascista da Alemanha dos anos 1930 que inspirou o Movimento Antifa.

O movimento se estrutura em parte de uma tradição antifascista nos Estados Unidos que remonta a um século atrás, traçando suas raízes nos anos 1920 e 1930, quando militantes esquerdistas que buscavam a união da esquerda ianque e estavam envolvidos em conflitos contra organizações pró-nazistas estado-unidenses, entre elas a Friends of New Germany. A linhagem Antifa na América pode ser traçada da Alemanha de Weimar, onde o primeiro grupo conhecido como "antifa" foi o grupo Antifaschistische Aktion, formado em 1932 com o envolvimento do Partido Comunista Alemão.
Após a Segunda Guerra Mundial, mas anterior ao surgimento do movimento Antifa moderno, os confrontos violentos com elementos fascistas continuaram esporadicamente.
As políticas da Antifa moderna podem ser definidas como a resistência a ondas de xenofobia, à emergência da cultura do poder branco e à infiltração de skinheads neo-nazistas no cenário punk britânico nas décadas de 1970 e 1980. Em resposta à emergência do Neonazismo na Alemanha, um grupo de jovens esquerdistas, que incluía anarquistas, fãs de punk, revolucionários e imigrantes vulneráveis, organizaram grupos de autodefesa e reviveram a tradição de combater grupos fascistas nas ruas. O colunista Peter Beinart escreveu que "no final dos anos 80, grupos punk com tendencia esquerdista começavam a seguir o exemplo nos Estados Unidos, mesmo chamando o seu movimento de Ação Antirracista (ARA na sigla em inglês) tendo em mente a teoria de que os americanos estariam mais familiarizados em lutar contra o racismo do que estariam em lutar contra o Fascismo."
Mark Bray, o autor de Antifa: The Anti-Fascist Handbook, credita a ARA como a precursora dos grupos antifa modernos nos EUA e no Canadá. Esses ativistas fizeram viagens com bandas punk rock e skinhead populares no final dos anos 1980 e nos anos 1990, perseguindo neonazistas e outras variações de supremacistas brancos e tentando garantir que esses grupos não recrutassem os seus fãs. O lema deles era: "Nos vamos aonde eles vão". Em 2002, eles perturbaram um discurso de Matthew F. Hale, o líder da World Church of the Creator, um grupo supremacista branco da Pensilvânia; 25 pessoas foram presas por causa da confusão resultante".
Outros grupos antifa dos Estados Unidos possuem outras genealogias, por exemplo em Minneapolis, Minnesota, um grupo conhecido como Baldies foi formado em 1987 com o objetivo de lutar diretamente com movimentos neonazistas. Na segunda década do século XXI eles tem apoiado as migrações de vários países para os EUA.

## Ideologia e atividades
O movimento Antifa é composto por grupos autônomos não possuindo organização formal. Os grupos Antifa ainda organizam redes de apoio soltas, tais como a NYC Antifa, ou operam de forma independente. Os ativistas geralmente preparam protestos através das mídias sociais e de websites e listas de emails. Alguns ativistas têm construído redes pessoa para pessoa, ou usado serviços de mensagens criptografadas como o Signal. De acordo com o Salon, eles são uma estratégia organizacional, não simplesmente um grupo de pessoas. Enquanto seus números não podem ser estimados com precisão, o movimento tem crescido desde a Eleição presidencial de 2016 e aproximadamente 200 grupos existem atualmente nos EUA, sendo de tamanhos e níveis de engajamento variados. Os ativistas possuem uma diversidade de ideologias, tipicamente nas esquerda e incluem anarquistas, socialistas e comunistas tendo também alguns liberais e social-democratas.
De acordo com Brian Levin, diretor de Centro de Estudos do Ódio e Extremismo na Universidade Estadual da Califórnia em San Bernardino, os ativistas Antifa participam de ações violentas porque "eles acreditam que elites estão controlando o governo e a mídia. Então eles têm a necessidade de tomar uma atitude contra as pessoas que eles consideram como racistas". de acordo com Mark Bray, um historiador da Dartmouth College que é simpático aos objetivos da Antifa, os seus adeptos "rejeitam depender da polícia e do Estado para deter o avanço da supremacia branca. Ao invés disso, eles advogam pela oposição popular ao Fascismo, como nós vimos em Charlottesville".
A ideia de ação direta é central para o movimento antifa. O organizador da Antifa, Scott Crow, disse a um entrevistador: "A ideia na Antifa é que nós vamos onde eles [os reacionários] vão. Aquele discurso de ódio não é liberdade de expressão. E se você está deixando as pessoas em perigo com o que você diz e as ações que estão por trás disso, então você não tem o direito de dizer o que diz. E se for o caso causaremos conflitos, para calá-los onde eles estão, porque não acreditamos que nazistas ou fascistas de qualquer faixa deveriam ter um porta-voz." O manual postado no site It´s Going Down, um site anarquista, adverte contra aceitar "pessoas que querem apenas lutar". Além disso, observa que "confrontar e lutar fisicamente contra os fascistas é uma parte necessária do trabalho antifascista, mas não é a única ou nem mesmo necessariamente a parte mais importante".
Segundo Beinart, os ativistas da antifa "tentam identificar publicamente os supremacistas brancos e tê-los demitidos de seus empregos e despejados de seus apartamentos", além de "interromper os comícios de supremacia branca, inclusive pela força". De acordo com uma resenha de um livro do Washington Post, as táticas antifa incluem a "sem divulgação", ou seja, negar as plataformas que seus alvos possuem para falar; obstruindo seus eventos e desfigurando sua propaganda; e quando os ativistas da antifa considerarem necessário, empregar a violência para detê-los. De acordo com a National Public Radio, "as pessoas que falam pelo movimento Antifa reconhecem que às vezes carregam paus e bastões" e sua "abordagem é de confronto". A CNN descreve o antifa como "conhecida por causar danos à propriedade durante os protestos". Scott Crow, descrito pela CNN como "um organizador de longa data da Antifa", argumenta que a destruição da propriedade não é uma forma de violência. Os grupos têm sido associados à violência física em público contra a polícia e contra pessoas cujas opiniões políticas seus ativistas consideram repugnantes. Ativistas da Antifa usaram porretes e líquidos tingidos contra os supremacistas brancos em Charlottesville e causaram danos materiais. Em um incidente, um aparente defensor da antifa deu um soco no rosto do suprematista branco Richard Spencer enquanto ele dava uma entrevista improvisada de rua e em outra ocasião, em Berkeley, foi relatado que alguns deles jogavam coquetéis Molotov.
Além das outras atividades, os ativistas da antifa se envolvem em atividades de apoio mútuo, como resposta a desastres no caso do Furacão Harvey. De acordo com Natasha Lennard em The Nation, os "coletivos antifa" estão trabalhando com grupos e igrejas de cidades em todo o país para criar um Novo Movimento do Santuário, continuando e expandindo uma prática de 40 anos de prover espaços para refugiados e imigrantes, o que implica a recusa absoluta de cooperar com a ICE".
Em junho de 2017, o movimento antifa estava ligado ao "extremismo anarquista", de acordo com o New Jersey Office of Homeland Security and Preparedness. Em setembro de 2017, um artigo no Politico declarou que o site havia obtido documentos confidenciais e entrevistas indicando que em abril de 2016, o Departamento de Segurança Interna dos Estados Unidos e o FBI acreditavam que "extremistas anarquistas" eram os principais instigadores de violência em público em comícios contra uma gama de alvos. O Departamento de Segurança Interna teria classificado suas atividades como terrorismo doméstico. Politico entrevistou policiais que notaram um aumento na atividade desde o início da administração Trump, particularmente um aumento no recrutamento (e da parte da extrema direita também) desde o comício Unite the Right de Charlottesville. Politico afirmou que uma avaliação interna reconhecia a incapacidade de penetrar na estrutura organizacional "difusa e descentralizada" dos grupos. A Politico também informou que as agências estavam (a partir de abril de 2016) monitorando "conduta considerada potencialmente suspeita e indicativa de atividade terrorista".

### Protestos notáveis e violência
Os grupos Antifa, juntamente com ativistas black blocs, estavam entre os que protestaram contra a eleição de Donald Trump em 2016. Eles também participaram dos protestos de Berkeley em fevereiro de 2017 contra o porta-voz da alt-right Milo Yiannopoulos, onde eles ganharam atenção, com a mídia relatando que eles "jogavam coquetéis Molotov e quebravam janelas", causando danos que custaram 100 mil dólares. Antes do evento, havia rumores de que ele planejava defender a expulsão de estudantes não documentados em seu discurso. Yiannopoulos negou os rumores, dizendo que ele não estava planejando atingir os alunos individualmente, e sim que planejava fazer campanha contra os "campus santuário".
Em abril de 2017, dois grupos descritos como "antifascistas/anarquistas" ameaçaram atrapalhar o 82° desfile da Avenida de Rosas depois de ouvirem que o Partido Republicano do Condado de Multnomah iria participar. Os organizadores do desfile também receberam um e-mail anônimo, dizendo: "Você viu quanto poder temos no centro da cidade e que a polícia não pode nos impedir de fechar as estradas, então, por favor, decidam com sabedoria". Os dois grupos negaram ter algo a ver com o e-mail. O desfile foi finalmente cancelado pelos organizadores devido a preocupações de segurança.
Em 15 de junho de 2017, alguns grupos antifa se juntaram aos manifestantes da Evergreen State College para se opor ao evento do grupo Patriot Prayer. O grupo estava apoiando o professor de biologia da faculdade Bret Weinstein, que se tornou a figura central em uma controvérsia depois que ele criticou as mudanças em um dos eventos da faculdade. Além dos ativistas da antifa pacíficos que seguravam um cartaz de "amor à comunidade", o USA Today reportou que um deles cortou os pneus do ativista de direita Joey Gibson e outro foi atacado por ativistas do Patriot Prayer depois de ser visto com uma faca.
Os contra-manifestantes da Antifa na manifestação Unite the Right, em Charlottesville, Virgínia, em agosto de 2017, "certamente usavam paus e líquidos tingidos contra os supremacistas brancos". A jornalista Adele Stan entrevistou um manifestante antifa no comício, que disse que os bastões carregados pelos manifestantes são justificáveis pelo fato de que "a direita tem um esquadrão de tontos". Alguns participantes da antifa no protesto de Charlottesville cantaram que os contra-manifestantes deveriam "dar um soco na boca de um nazista". Os participantes da Antifa também protegeram Cornel West e vários clérigos de ataques da supremacia branca, com West afirmando que achava que a antifa havia "salvado sua vida". Outro líder religioso afirmou que os ativistas antifa defenderam a Primeira Igreja Metodista Unida, onde o Colectivo de Clérigos de Charlottesville providenciava refrescos, música e formação aos contra-manifestantes e "perseguia [os supremacistas brancos] com paus".
Grupos que estavam se preparando para protestar contra o Boston Free Speech Rally viram seus planos se tornarem virais após a violência em Charlottesville. O evento atraiu uma multidão pacífica de 40.000 contra-manifestantes. Na The Atlantic, McKay Coppins afirmou que as 33 pessoas presas por incidentes violentos foram "instigadas principalmente pela minoria de agitadores 'Antifa' na multidão". O presidente Trump descreveu os manifestantes do lado de fora da manifestação de agosto de 2017 em Phoenix, Arizona, como "Antifa".
Durante um protesto em Berkeley em 27 de agosto de 2017, cerca de cem manifestantes antifa se juntaram a uma multidão de 2.000 a 4.000 contra-manifestantes para atacar um "punhado" de manifestantes da alt-right e partidários de Trump que compareceram a uma manifestação chamada de "Diga Não ao Marxismo" que havia sido cancelada pelos organizadores devido a preocupações de segurança. Alguns ativistas da antifa bateram e chutaram os manifestantes desarmados e ameaçaram quebrar as câmeras de qualquer um que filmasse. Jesse Arreguin, o prefeito de Berkeley, sugeriu classificar a antifa da cidade como uma gangue. O grupo Patriot Prayer cancelou um evento em San Francisco no mesmo dia devido a protestos contrários. Joey Gibson, o fundador do Patriot Prayer, culpou o antifa, junto com By Any Means Necessary (BAMN), pelo cancelamento do evento. Antifas também fizeram protestos violentos na porta da casa de Tucker Carlson.

## Reações contrárias

### Imprensa tradicional
As ações da Antifa foram alvo de críticas de republicanos, democratas e comentaristas políticos na mídia dos EUA. A líder da minoria na Câmara, Nancy Pelosi, condenou a violência dos ativistas da "Antifa" em Berkeley em 29 de agosto de 2017. A apresentadora do programa de entrevistas Conservative e contribuidora da Fox News, Laura Ingraham, sugeriu rotular a antifa como uma organização terrorista. Trevor Noah, apresentador do programa de televisão popular The Daily Show, se referiu jocosamente ao grupo antifa como "Um ISIS vegano". Vários manifestantes antifa foram presos por danos materiais, ataque com armas mortais, entre outras acusações.

### Petição no site da Casa Branca
Em agosto de 2017, uma petição solicitando que a "AntiFa" fosse classificada pelo Pentágono como uma organização terrorista foi lançada no sistema de petições da Casa Branca. Essa petição reuniu mais de 100.000 assinaturas em três dias e, portanto, sob a política definida pelo governo Obama teria recebido uma revisão oficial e resposta da Casa Branca (em mais de 300.000 assinaturas, no final de agosto foi o terceiro envio mais assinado). No entanto, o precedente estabelecido pela administração Obama de dar respostas formais a petições que excedem o limite de 100.000 assinaturas não foi continuado pela administração Trump, que não respondeu a qualquer petição no site. O criador da petição "AntiFa", que usou o pseudônimo "Microchip", disse ao Politico que fazer que os conservadores compartilhem e discutam a petição é o ponto principal, em vez de levar a qualquer ação concreta do governo. A partir de outubro de 2017, a petição passou a ter mais de 350.000 assinaturas. Os antifas foram ameaçados de proscrição internacional em meados de 2020 em decorrência disso.